# Лекарос, Александер
Александер Лекарос Арагон (исп. Alexander Lecaros Aragón; родился 13 октября 1999 года, Куско) — перуанский футболист, защитник клуба «Аваи».

## Биография
Лекарос — воспитанник клуба «Куско» из своего родного клуба. 5 марта 2016 года в матче против «Хуан Аурич» он дебютировал в перуанской Примере. 26 октября 2017 года в поединке против «Альянса Атлетико» Александер забил свой первый гол за «Куско». В том же году он помог команде занять второе место в чемпионате. В начале 2020 года Лекарос на правах свободного агента перешёл в бразильский «Ботафого». В 2021 году руководство клуба решило не продлевать контракт с перуанцем. В июне он стал игроком «Аваи».